# Codiaeum bractiferum
Codiaeum bractiferum är en törelväxtart som först beskrevs av William Roxburgh, och fick sitt nu gällande namn av Elmer Drew Merrill. Codiaeum bractiferum ingår i släktet Codiaeum och familjen törelväxter. Inga underarter finns listade i Catalogue of Life.